# کانتون خونین
کانتون خونین (به اسپانیایی: Cantón Junín) یک منطقهٔ مسکونی در اکوادور است که در Manabí Province واقع شده‌است.